# Messier 18
Messier 18 (M18 o NGC 6613) és un cúmul obert de la constel·lació de Sagitari. Va ser descobert per Charles Messier en 1764, que el va incloure en el seu catàleg.
M18 està situat entre la Nebulosa Omega (M17) i el núvol estel·lar de Sagitari (M24). Té una edat estimada de 32 milions d'anys. Conté principalment estrelles bastant joves de tipus B3, les més brillants de les quals tenen una magnitud aparent de +9. La nebulosa està situada a uns 4.900 anys llum del Sistema Solar i, tenint en compte el seu diàmetre aparent de 9 minuts d'arc, el seu diàmetre resulta d'uns 17 anys llum. Es pot observar amb un telescopi petit, que permet resoldre una dotzena d'estrelles prou lluminoses.